# Lucy Argueta
Lucy Argueta Ávila (La Paz, Honduras; 21 de febrero de 1983), conocida como Lucy Argueta, es una artista visual y gestora cultural hondureña, cofundadora en 2009 de la Escuela Experimental de Arte en Tegucigalpa (EAT). Es licenciada en Arte por la Universidad Pedagógica Nacional “Francisco Morazán" UPNFM de Honduras.

## Trayectoria
Desde 2009, junto con Lester Rodríguez, artista visual y docente, funda el proyecto Escuela Experimental de Arte en Tegucigalpa (EAT), una organización que facilita procesos de enseñanza-aprendizaje para la producción de nuevas prácticas experimentales en los procesos de artistas jóvenes en la escena local hondureña. No es una escuela oficial, sino una institución de educación informal específicamente dirigida a artistas. En este sentido, Argueta y Lester propusieron un taller de historia del arte contemporáneo para artistas emergentes. El taller se realizó durante dos años consecutivos. Se considera que con estos talleres inició Nómada, la plataforma de formación que identifica a la EAT y que representa el principal trabajo de Argueta.
Argueta realiza su primera exposición individual en el año 2011, Transfiguración, en la Sala MAC del Centro Cultural Mujeres en las Artes MUA de Tegucigalpa. Desde entonces, su obra ha formado parte de diversas muestras en Guatemala, Honduras, El Salvador, Panamá, Nicaragua, Costa Rica, Colombia, EE.UU y Francia.
Desde sus primeros proyectos, Argueta explora una diversidad de ideas ligadas a la noción de memoria, a las narrativas poéticas de los objetos y, principalmente, a las prendas de vestir, cuya presencia ha permanecido en sus instalaciones, fotografías y cajas luminosas a través de los años. 
En 2015, Argueta fue invitada por el Museo de Arte y Diseño Contemporáneo de San José Costa Rica, con su exposición Dulce fetiche. Esta exposición estuvo enfocada en el significado que guardan las prendas de vestir. En sus propias palabras "la exposición plantea algunas cuestiones que me dan vueltas en la cabeza: ¿Por qué compramos? ¿De qué dependen nuestras compras, de un estado de ánimo, de un deseo de pertenencia?".
Para la artista, la ropa se ha convertido en un signo asociado a la clase social: “La sociedad nos califica según el tipo de ropa que usamos. Hay ropa de marca, que es símbolo de estatus, mientras que la ropa de segunda mano claramente implica que es para gente de ‘segunda clase". Ese mismo año es invitada, como directora de la EAT, a realizar una residencia artística con la Fundación Teorética, en San José.
Codirige el programa ARTBO Tutor de la Cámara de Comercio de Bogotá.
En 2021 regresa a Honduras para impartir el taller sobre documentación, archivo y catalogación de obra "Archivar la imagen" en el Centro Cultural de España en Tegucigalpa.

## Proyectos y exposiciones
- 2009: Efímera, muestra de arte público, Managua, Nicaragua.
- 2010: Parábola, muestra colectiva, ESFOTO 10, San Salvador, El Salvador.
- 2010: III Bienal de Artes Visuales de Honduras,[5] Galería Nacional, Tegucigalpa, Honduras.
- 2010: VII Bienal de Artes Visuales del Istmo Centroamericano, Teatro Rubén Darío, Managua, Nicaragua.
- 2011: Transfiguración, muestra individual,  Mujeres en las Artes MUA, Tegucigalpa, Honduras.
- 2012: Bienal de Artes Visuales de Honduras, Museo para la Identidad Nacional, Tegucigalpa, Honduras.
- 2012: Guatephoto, muestra colectiva, Ciudad de Guatemala, Guatemala.
- 2012: About Change, Banco Mundial, Washington, EE. UU.
- 2012: Fuga alternativa, muestra colectiva, espacio contemporáneo, San Salvador, El Salvador.
- 2012: RaRa 06, muestra colectiva, Galería Sol del Río, Ciudad de Guatemala, Guatemala.
- 2012: Parábola, muestra colectiva de mujeres artistas de Centroamérica, Mujeres en las Artes MUA, Tegucigalpa, Honduras.
- 2013: Perspectivas urbanas, muestra colectiva, Fotoweek, Washington D. C.
- 2013: In art we trust, muestra colectiva, Sol del Río, Guatemala.
- 2013: Fototropía, muestra colectiva de fotografía, Ciudad de Guatemala, Guatemala.
- 2013: Bienal de Artes Visuales del Istmo Centroamericano, Museo de Arte Contemporáneo, Ciudad de Panamá, Panamá.
- 2014: IV Bienal de Honduras[6]
- 2014: Fantasía fina, muestra individual, Espacio Cultural ERRE, Ciudad de Guatemala, Guatemala.
- 2014: Mutación, muestra colectiva, Dos Mares, Marsella, Francia.
- 2015: Dulce fetiche, exposición, en el Museo de Arte y Diseño Contemporáneo, San José, Costa Rica.
- 2016: Décima Bienal de Costa Rica, participante y expositora en el simposio Todas las vidas, San José, Costa Rica.